# Yanagisawa Masayuki
Masayuki Yanagisawa (sinh ngày 27 tháng 8 năm 1979) là một cầu thủ bóng đá người Nhật Bản.

## Sự nghiệp câu lạc bộ
Masayuki Yanagisawa đã từng chơi cho Tokyo Verdy, Cerezo Osaka, Sagan Tosu và Yokohama FC.